# La paura (De Roberto)
La paura è un racconto di Federico De Roberto pubblicato per la prima volta nel 1921.

## Trama
La vicenda si svolge durante la prima guerra mondiale in una trincea italiana nella desolata Valgrebbana: «nell'orrore della guerra l'orrore della natura [...] Il posto era spaventoso, ma in compenso tranquillo [...] Ma neppure i nemici si mostravano animati da proponimenti bellicosi, e a poco a poco s'era così venuto formando una specie di tacito accordo in virtù del quale nessuno dei due partiti dava molestia all'altro». Al contrario dei suoi soldati, il comandante del distaccamento italiano, il tenente Alfani, è insoddisfatto per la mancanza di pericoli. Improvvisamente la tranquillità viene rotta da colpi d'arma da fuoco provenienti dalle file dell'esercito austro-ungarico: truppe ungheresi hanno sostituito le truppe boeme. Alfani ordina che sia presidiata una piazzola di guardia necessaria per sorvegliare le mosse dei soldati ungheresi. Per arrivarci occorre percorrere una stretta passerella priva di difese. Tutti e sei i soldati italiani a cui è stato ordinato di raggiungere la piazzola sono stati uccisi, uno dopo l'altro: gli altri, che saranno scelti secondo un ordine prestabilito, sanno di non avere possibilità di scampo («l'atroce ingranaggio ricominciava a funzionare, poiché il destino inesorabile doveva compiersi meccanicamente»). Viene infine chiamato il soldato Morana; ma costui, «un prode, un veterano d'Africa», fra lo sbalordimento generale, risponde: «Signor tenente, io non ci vado». Morana rifiuta le blandizie e le minacce del tenente («Ma come?... Preferisci sei pallottole nella schiena ad una che può anche lasciarti vivo?»). Dopo che il tenente lo ha chiamato «vigliacco», Morana afferra un moschetto, lo appoggia sotto il mento e si uccide.

## Storia
Il racconto La paura apparve per la prima volta su Novella del 15 agosto 1921, una rivista letteraria edita da Rizzoli. Il racconto fu pubblicato nuovamente, dichiarato inedito e postumo, su La Fiera Letteraria del 31 luglio 1927, con qualche modifica. Pubblicato successivamente in antologie, fu pubblicato autonomamente a partire dal 1995.

## Edizioni
- «La paura», Novella anno III n. 15 (15 agosto 1921)
- «La paura». In: Luigi Russo (a cura di), De Roberto, Collezione Romanzi e racconti italiani dell'Ottocento, Milano: Garzanti, 1950
- «La paura». In: Alda e Elena Croce (a cura di), Narratori meridionali dell'Ottocento, Collezione Classici italiani, Torino: Unione tipografico-editrice torinese, 1970, pp. 650-667, ISBN 88-02-01772-7 (Ristampa 1980)
- «La paura». In: F. De Roberto, Romanzi novelle e saggi; a cura di Carlo A. Madrignani, Collezione I Meridiani, Milano: Arnoldo Mondadori Editore, 1984, pp. 1155-85, ISBN 88-04-21988-2
- La paura; postfazione di Antonio Di Grado, Collezione Grandi racconti, Roma: Edizioni e/o, 1995, ISBN 88-7641-241-7
- La paura; tavole di KRM, Palermo: Drago, 2009, ISBN 978-88-95082-10-3

## Adattamenti
- Torneranno i prati, film del 2014 scritto e diretto da Ermanno Olmi
- Episodio L'avamposto, regia di Leonardo Di Costanzo, del film I ponti di Sarajevo del 2014[7]